# Simklubben Neptun
Lo Simklubben Neptun, noto anche come SK Neptun, è una società polisportiva svedese, con sede a Stoccolma. 

## Panoramica

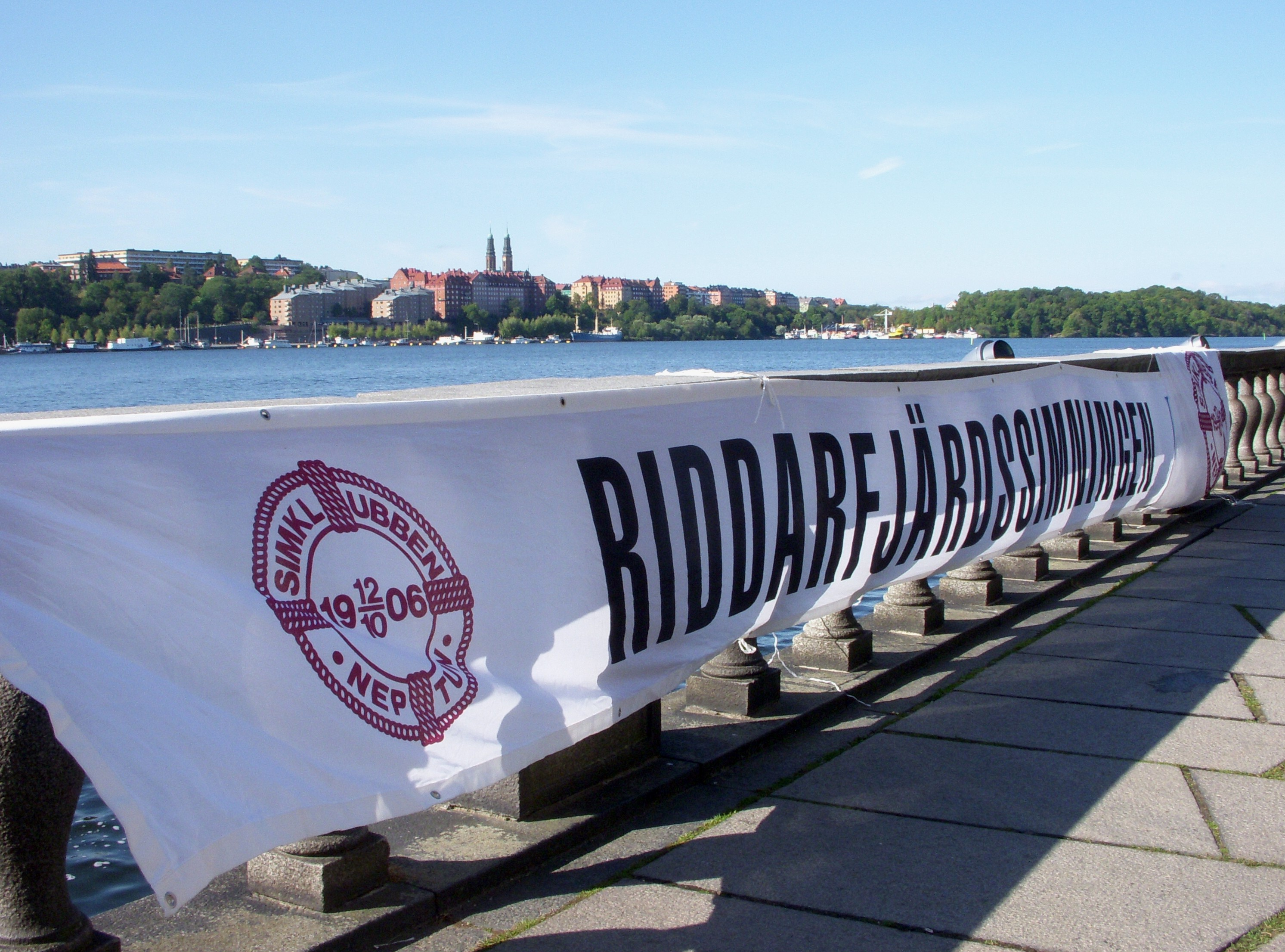
Striscione del Simklubben Neptun alla Riddarfjärdsnuotoen 2011.

E' affiliata alla Federazione svedese del nuoto (Svenska Simförbundet - SSF) ed attiva nelle discipline acquatiche di nuoto, nuoto artistico, tuffi e pallanuoto. È stata fondata il 12 ottobre 1906. Ha sede a Stoccolma e svolge principalmente le sue attività nell'impianto natatorio Eriksdalsbadet e nella parte centrale e meridionale della città. È la più grande società sportiva di nuoto svedese, con oltre 5.000 membri. Il club è tra i fondatori della Riddarfjärdsnuotoen ed è ancora fra gli organizzatori della competizione natatoria. Tra gli sportivi maggiormente rappresentativi del club ci sono Therese Alshammar, Mikaela Laurén, Stefan Nystrand, Simon Sjödin, Petter Stymne, Jennie Johansson, Lisa Nordén e Johannes Skagius.

## Atleti olimpici
Nel corso della storia, molti atleti hanno rappresentato la Svezia durante i Giochi olimpici.
| Olimpiade              | Atleti |
| ---------------------- | --- |
| Rio de Janeiro 2016    | Jennie Johansson (nuoto), Simon Sjödin (nuoto) |
| Pechino 2008           | Elina Eggers (tuffi), Petter Stymne (nuoto), Stefan Nystrand (nuoto), Therese Alshammar (nuoto), Simon Sjödin (nuoto). |
| Atene 2004             | Therese Alshammar (nuoto), Petter Stymne (nuoto). |
| Sydney 2000            | Johan Wallberg (nuoto), Therese Alshammar (nuoto). |
| Atlanta 1996           | Johan Wallberg (nuoto), Therese Alshammar (nuoto). |
| Mosca 1980             | Helena Peterson (nuoto), Hans Lundén (pallanuoto), Christer Stenberg (pallanuoto), Arne Danner (pallanuoto) |
| Montréal 1976          | Gunilla Leinsköld (nuoto). |
| Città del Messico 1968 | Elisabeth Morris Elenbring (nuoto), Lester Eriksson (nuoto). |
| Tokyo 1964             | Ann-Chirstine Hagberg (nuoto), Bengt Signahl (precedentemente Nordvall, nuoto), Elisabeth Morris Elenbring (precedentemente Ljunggren, nuoto), Lester Eriksson (nuoto), Majvor Welander (nuoto), Per-Ola Lindberg (nuoto). |
| Roma 1960              | Bengt Signahl (precedentemente Nordvall, nuoto), Bibbi Dobkoulsky (precedentemente Segerström, nuoto), Jane Cederqvist (nuoto), Lars-Eric Bengtsson (nuoto), Per-Ola Lindberg (nuoto), Per-Olof Ericsson (nuoto)           |
| Melbourne 1956         | Anita Meredith (precedentemente Hellström, nuoto), Anna-Stina Wahlberg-Baidinger (tuffi) |
| Helsinki 1952          | Anna-Stina Wahlberg-Baidinger (tuffi), Ingegärd Fredin (nuoto), Maud Svensson (precedentemente Berglund, nuoto), Ulla-Britt Öberg (precedentemente Eklund, nuoto), Marianne Grane (precedentemente Lundqvist, nuoto)       |
| Londra 1948            | Martin Lundén (nuoto) |
| Berlino 1936           | Runor Sandström (pallanuoto), Sven Pettersson (nuoto e pallanuoto), Tore Ljungqvist (pallanuoto), Gösta Persson (nuoto) |
| Amsterdam 1928         | Sven Pettersson (nuoto) |
| Parigi 1924            | Cletus Andersson (pallanuoto), Wille Andersson (pallanuoto), Hilmer Wictorin (pallanuoto), Nils Backlund (pallanuoto), Thor Henning (nuoto)                                                                                |
| Anversa 1920           | Max Gumpel (pallanuoto), Nils Backlund (pallanuoto), Olle Dickson (pallanuoto), Thor Henning (nuoto), Wille Andersson (pallanuoto)                                                                                         |
| Stoccolma 1912         | Ernst Brandsten (tuffi), Hugo Lundevall (nuoto), Max Gumpel (pallanuoto), Thor Henning (nuoto), Wille Andersson (pallanuoto)                                                                                               |
| Londra 1908            | Wille Andersson (nuoto), Arvid Spångberg (tuffi), Gustaf Wretman (nuoto), Max Gumpel (nuoto) |
| Atene 1906             | Gustaf Wretman (nuoto), Nils Regnell (nuoto) |